# Never There
«Never There» — песня канадской рок-группы Sum 41, написанная Дериком Уибли. Она была выпущена как третий сингл с альбома Order in Decline 18 июня 2019 года, через неделю после выхода второго сингла с альбома «A Death in the Family».

## О песне
В интервью Дерик Уибли, когда описывал процесс написания, сказал:

Я никогда не хотел писать эту песню, она просто как бы излилась из меня. Сначала я пытался бороться с этим, но остановить это было невозможно. Я мог бы сказать, что пишу о своем отце, которого я никогда не встречал, и на протяжении всей моей жизни это всегда было темой, о которой я на самом деле не думаю и которая меня не волнует. Меня это никогда по-настоящему не беспокоило, и когда я начал думать о том, почему это никогда меня не беспокоило, я понял, что это потому, что моя мама была такой замечательной, и у меня с ней такие любящие отношения. Она была такой сильной матерью-одиночкой всю мою жизнь, что мне никогда не нужно было думать о своем отце.— Дерик Уибли
В интервью журналу Kerrang! он добавил, что в песне говорится не только о знакомстве с его отцом, но и о связи «чего-то недостающего», которым он один может поделиться в мире, и о том, как его матери удалось быть такой матерью-одиночкой.

## Музыкальное видео
Клип на песню был выпущен 18 июня 2019 года, спродюсирован Selfish Entertainment и снят Джоном Ашером. В нём участвуют профессиональный скейтбордист Карл-младший Коллинз (более известный как Си-Джей Коллинз), актриса Холли Линч и сам Дерик Уибли.

## Участники записи
- Дерик Уибли — вокал, ритм-гитара, фортепиано
- Дэйв Бакш — соло-гитара, бэк-вокал
- Том Такер — ритм- и соло-гитара, бэк-вокал
- Джейсон МакКаслин — бас-гитара, бэк-вокал
- Фрэнк Зуммо — ударные, перкуссия